# Кончуљ
Кончуљ је насеље у општини Бујановац, у Пчињском округу, у Србији. Према попису из 2022. било је 1227 становника.

## Демографија
У насељу Кончуљ живи 812 пунолетних становника, а просечна старост становништва износи 27,7 година (27,3 код мушкараца и 28,0 код жена). У насељу има 204 домаћинства, а просечан број чланова по домаћинству је 6,40.
Ово насеље је углавном насељено Албанцима (према попису из 2002. године).
|  |

| Демографија | Демографија | Демографија |
| Година      | Становника  | Становника  |
| ----------- | ----------- | ----------- |
| 1948.       | 666         |             |
| 1953.       | 1.027       |             |
| 1961.       | 1.185       |             |
| 1971.       | 1.219       |             |
| 1981.       | 1.343       |             |
| 1991.       | 1.278       | 1.152       |
| 2002.       | 1.306       | 1.761       |
| 2022.       | 1.227       |             |

| Година пописа     | 1948. | 1953. | 1961. | 1971. | 1981. | 1991. | 2002. |
| ----------------- | ----- | ----- | ----- | ----- | ----- | ----- | ----- |
| Број домаћинстава | 103   | 148   | 155   | 163   | 181   | 192   | 204   |

| Број чланова      | 1 | 2 | 3 | 4  | 5  | 6  | 7  | 8  | 9 | 10 и више | Просек |
| ----------------- | - | - | - | -- | -- | -- | -- | -- | - | --------- | ------ |
| Број домаћинстава | 6 | 7 | 6 | 27 | 44 | 42 | 22 | 15 | 6 | 29        | 6,40   |

| Пол    | Укупно | Неожењен/Неудата | Ожењен/Удата | Удовац/Удовица | Разведен/Разведена | Непознато |
| ------ | ------ | ---------------- | ------------ | -------------- | ------------------ | --------- |
| Мушки  | 408    | 115              | 267          | 22             | 0                  | 4         |
| Женски | 466    | 142              | 276          | 40             | 2                  | 6         |
| УКУПНО | 874    | 257              | 543          | 62             | 2                  | 10        |

| Пол    | Укупно                    | Пољопривреда, лов и шумарство | Рибарство                            | Вађење руде и камена | Прерађивачка индустрија       |
| ------ | ------------------------- | ----------------------------- | ------------------------------------ | -------------------- | ----------------------------- |
| Мушки  | 127                       | 90                            | 0                                    | 0                    | 0                             |
| Женски | 72                        | 66                            | 0                                    | 0                    | 0                             |
| УКУПНО | 199                       | 156                           | 0                                    | 0                    | 0                             |
| Пол    | Производња и снабдевање   | Грађевинарство                | Трговина                             | Хотели и ресторани   | Саобраћај, складиштење и везе |
| Мушки  | 0                         | 1                             | 4                                    | 0                    | 0                             |
| Женски | 0                         | 0                             | 0                                    | 0                    | 0                             |
| УКУПНО | 0                         | 1                             | 4                                    | 0                    | 0                             |
| Пол    | Финансијско посредовање   | Некретнине                    | Државна управа и одбрана             | Образовање           | Здравствени и социјални рад   |
| Мушки  | 0                         | 0                             | 2                                    | 6                    | 1                             |
| Женски | 0                         | 0                             | 0                                    | 0                    | 0                             |
| УКУПНО | 0                         | 0                             | 2                                    | 6                    | 1                             |
| Пол    | Остале услужне активности | Приватна домаћинства          | Екстериторијалне организације и тела | Непознато            | Непознато                     |
| Мушки  | 0                         | 0                             | 0                                    | 23                   | 23                            |
| Женски | 0                         | 0                             | 0                                    | 6                    | 6                             |
| УКУПНО | 0                         | 0                             | 0                                    | 29                   | 29                            |

| Етнички састав према попису из 2002.‍ | Етнички састав према попису из 2002.‍ | Етнички састав према попису из 2002.‍ | Етнички састав према попису из 2002.‍ | Етнички састав према попису из 2002.‍ |
| ------------------------------------ | ------------------------------------ | ------------------------------------ | ------------------------------------ | ------------------------------------ |
|                                      |                                      |                                      |                                      |                                      |
| Албанци                              | Албанци                              |                                      | 937                                  | 71,74%                               |
| непознато                            | непознато                            |                                      | 369                                  | 28,25%                               |

| Етнички састав према попису из 2022.‍ | Етнички састав према попису из 2022.‍ | Етнички састав према попису из 2022.‍ | Етнички састав према попису из 2022.‍ | Етнички састав према попису из 2022.‍ |
| ------------------------------------ | ------------------------------------ | ------------------------------------ | ------------------------------------ | ------------------------------------ |
|                                      |                                      |                                      |                                      |                                      |
| Албанци                              | Албанци                              |                                      | 1.225                                | 99,8%                                |